# Damiano Ficoneri
Damiano Ficoneri (Roma, 3 ottobre 1966) è un giornalista italiano, corrispondente de LA7 dagli Stati Uniti.
Ha debuttato negli anni novanta nella redazione del VM Giornale, confluendo in seguito nel TG La7.
Ha vinto il Premio giornalistico televisivo Ilaria Alpi per il documentario La Tosse di Ground Zero, un'inchiesta sui soccorritori che hanno lavorato sulle macerie del World Trade Center, oggi in buona parte gravemente ammalati.